# Diada de Sant Jordi

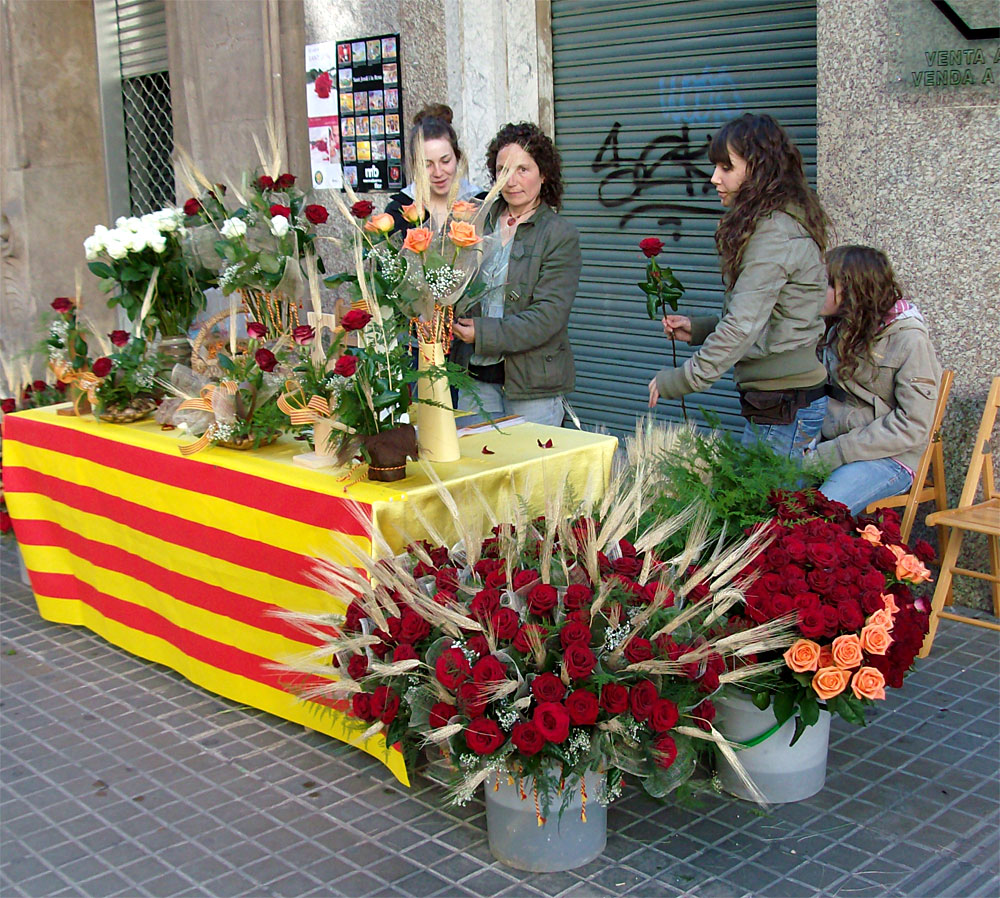
Rozenverkopers op de Diada de Sant Jordi in Barcelona

De Diada de Sant Jordi (Sint Jorisdag, in de volksmond kortweg Sant Jordi) op 23 april is de feestdag van de heilige Joris volgens de katholieke traditie. In Catalonië schenkt men aan goede vrienden en geliefden traditiegetrouw een roos en een boek. Het is er een soort tweede nationale feestdag, naast 11 september, de Diada Nacional de Catalunya. 
In 1436 werd voor het eerst een voorstel ingediend om van 23 april een officiële feestdag te maken in Catalonië. In 1456 werd het een officiële feestdag en sindsdien is de Diada de Sant Jordi de dag van vrienden en geliefden. Ondanks de traditionele status is het geven van rozen pas echt populair geworden vanaf 1914, met dank aan de Generalitat de Catalunya. De aanwezigheid van boeken op deze dag is te verklaren door het feit dat vanaf 1930 op 23 april eveneens de sterfdag van Miguel de Cervantes wordt herdacht. Sinds 1995 organiseert UNESCO op deze dag Wereldboekendag.   

## Legende
Het geven van een rode roos komt voort uit de legende van de heilige Sint Joris. Volgens de Legenda Aurea  speelde deze overlevering zich af in een plaats genaamd Silene in Libië, maar de Catalaanse traditie verwijst naar de plaats Montblanc in de provincie van Tarragona. In deze stad lag een meer waar een verschrikkelijke draak de omgeving tiranniseerde. Om de draak tevreden te stellen, gaven de inwoners van de stad hem elke dag twee schapen. Toen er geen schapen meer waren, werd er geloot welke kinderen er aan de draak werden gegeven. Op een dag viel het lot op de dochter van de koning. De koning was zo aangeslagen dat hij het volk al zijn goud en zilver en de helft van zijn koninkrijk beloofde als zijn dochter zou worden gespaard. Het volk gaf hier echter geen gehoor aan en de prinses werd naar het meer gestuurd. Op dat moment passeerde Sint Joris het meer. De prinses verzocht hem om weg te gaan maar Joris zwoer dat hij zou blijven. Hij sloeg een kruis en doodde de draak met zijn lans. Volgens de legende groeide er vervolgens een roos uit het bloed van de draak.